# Ariel Rebel
Ariel Rebel (* 23. September 1985 in Montreal, Québec) ist eine kanadische Online-Pornodarstellerin, Model und Food-Bloggerin.
Bevor sie sich entschied eine Erotikmodel-Karriere zu verfolgen, studierte sie an der Universität Montreal Modedesign.
Ihre Website stellte sie 2005 online. Sie ist ein Manga- und Hentai-Fan; 2008 startete das adult-affiliate-Programm Pancho Dog, ein Comic, in welchem sie die Hauptrolle spielt und das den Mitgliedern ihrer Website zur Verfügung steht. 2012 begann sie mit einem kulinarischen Blog. Außerdem plant sie, in der Zukunft im Internet weitere Erwachsenenangebote zur Verfügung zu stellen.
Auf ihrer Seite finden sich typischerweise Solobilder und -videos, manche auch mit lesbischen Elementen. Interaktionen mit männlichen Darstellern beschränken sich hauptsächlich auf von ihr ausgeübten Oralverkehr. Auf anderen Seiten, wie etwa Nubiles.net, erschien sie auch.
Rebels Muttersprache ist französisch, sie spricht aber auch relativ fließend Englisch. Sie stammt zu einem Teil von den Indianern Nordamerikas ab.

## Auszeichnungen
- 2007 BAA Award Gewinnerin – Best Solo Girl Site[4]
- 2008 XBIZ-Award-Nominierung – Web Babe/Starlet of the Year[5]
- 2009 AVN-Award-Nominierung – Web Starlet Of The Year[6]
- 2010 XBIZ-Award-Nominierung – Web Babe/Starlet of the Year[7]
- 2010 XBIZ-Award-Gewinnerin – Web Babe of the Year (People’s Choice)[8]
- 2011 XBIZ-Award-Nominierung – Web Babe of the Year[9]
- 2011 AVN-Award-Nominierung – Best Web Star[10]
- 2011 Ynot-Award-Nominierung – Best Solo Girl Website[11]
- 2012 XBIZ-Award-Nominierung – Web Babe of the Year[9]
- 2012 AVN-Award-Gewinnerin – Best Solo Girl Website of the Year[12]
- 2014 XBIZ Award in der Kategorie „Best Scene - All-Girl“ zusammen mit Anissa Kate
- 2015 XBIZ-Award-Gewinnerin – Web Star of the Year[13]